# Victor Fayod
Victor Fayod (ur. 23 listopada 1860 w Salaz, zm. 28 kwietnia 1900) – szwajcarski mykolog.
Victor Fayod urodził się we wsi Salaz koło Bex, w kantorze Vaud. Jego dziadek Johann von Charpentier był słynnym geologiem. V. Fayod ukończył szkołę w Bex, potem w Lozannie. Studiował matematykę, potem leśnictwo na Politechnice Federalnej w Zurychu. Zainteresowały go botanika i mykologia. Opanował język francuski, niemiecki i włoski. W latach 1881–1882, pracował z Antonem de Bary w Strasburgu  a następnie zajmował szereg stanowisk związanych z biologią w Bad Cannstatt, Normandii, Nervi, „Valli Valdesi” (w Alpach Bawarskich) i Genui. Pomagał także francuskiemu bakteriologowi André Chantemesse w Paryżu. Postanowił podjąć się stomatologii jako alternatywnej, mniej niepewnej kariery i po ukończeniu studiów na paryskim wydziale medycyny został wykwalifikowanym chirurgiem dentystycznym. Jednak problemy zdrowotne wkrótce spowodowały, że wrócił do Szwajcarii, a jego choroba trwała aż do śmierci 28 kwietnia 1900 r.

## Osiągnięcia
Opracował nową klasyfikację grzybów z grupy pieczarniaków (Agaricomycetes), opartą po raz pierwszy na cechach mikroskopowych, takich jak budowa podstawek, cystyd i zarodników. Przedstawił ją w swoim najważniejszym dziele „Prodrome d'une histoire naturelle des agaricinées” („Prodrome of Natural History of the Agarics”). W dziele tym zaproponował wiele nowych nazw taksonów. Wiele z nich nie przetrwało do dzisiaj, ale wiele jest nadal w użyciu, np. Agrocybe, Cystoderma, Delicatula, Omphalotus, Pholiotina i Schinzinia. Zajmował się głównie grzybami z grupy Hymenomycetes. Wykonał wiele ilustracji, zgromadził też trochę okazów, które przechowywane są w Conservatoire and Botanical Gardens of Geneva.
W nazwach naukowych utworzonych przez V. Fayoda taksonów dodawany jest cytat Fayod. Od jego nazwiska nazwano rodzaj grzyba Fayodia (śluzopępka) i gatunek Pluteus fayodii.